# 遺傳性心律基金會
遺傳性心律基金會（SADS HK Foundation）成立於2013年6月, 是一所香港註冊的非牟利慈善機構。致力於擴大公眾及醫療界對突發心律失常死亡綜合症（sudden arrhythmic death ayndromes，SADS）的認知。宗旨是“救助突發心臟性猝死基因傾向的兒童或年輕人、支援他們的家屬” 。於2014年, 聯同香港瑪嘉烈醫院和衞生署,啟動首個針對SADS的醫療研究。

## 突發心律失常死亡綜合症
突發心律失常死亡綜合症（SADS） 是遺傳性心律異常情況，能導致表面上健康的年輕人突然猝死。SADS的癥兆是可以預先察覺,配以合適的治療, 可大大減低猝死風險。

### SADS 有關病症
- Brugada 綜合症（Brugada Syndrome）
- 致心律失常性右心室心肌病（ARVC）
- 長QT綜合症（LQTS） [7]
- 短QT綜合症（SQTS）
- 兒茶酚胺敏感性多形性室速（CPVT）

### SADS預警訊號
- 家族歷史中，曾有年輕家庭成員在不明原因下突然猝死
- 運動、激動或受驚嚇時曾有昏厥狀況
- 運動時有恆常或不尋常的胸痛或氣喘

## SADS醫療研究
這項醫療研究於2014年6月啟動, 為香港本地心臟猝死的年輕患者作臨床和基因解剖及為他們的直系親屬作臨床及基因評估，以鑑定SADS是否患者猝死的原因、釐定SADS的類型、評估患病率及其於家庭當中的遺傳情況。預計於2017年公佈結果,希望為香港醫療界提供重要的數據分折, 以及為未來的醫學研究奠下基礎。

## 外部連結
- 遺傳性心律基金會 www.sadshk.org （页面存档备份，存于）